# Stenhomalus erythrothorax
Stenhomalus erythrothorax är en skalbaggsart som beskrevs av Holzschuh 2007. Stenhomalus erythrothorax ingår i släktet Stenhomalus och familjen långhorningar.
Artens utbredningsområde är Laos. Inga underarter finns listade i Catalogue of Life.